# وادي مثوان (لودر)

تعديل مصدري - تعديل

وادي مثوان هي إحدى قرى عزلة زارة بمديرية لودر التابعة لمحافظة أبين، بلغ تعداد سكانها 42 نسمة حسب تعداد اليمن لعام 2004.